# General Johnson
General Norman Johnson (23. května 1941 Norfolk, Virginie – 13. října 2010 Atlanta, Georgie) byl americký rhythm and bluesový hudebník, skladatel, hudební producent a frontman skupiny Chairmen of the Board.